# Elde (Bremanger)

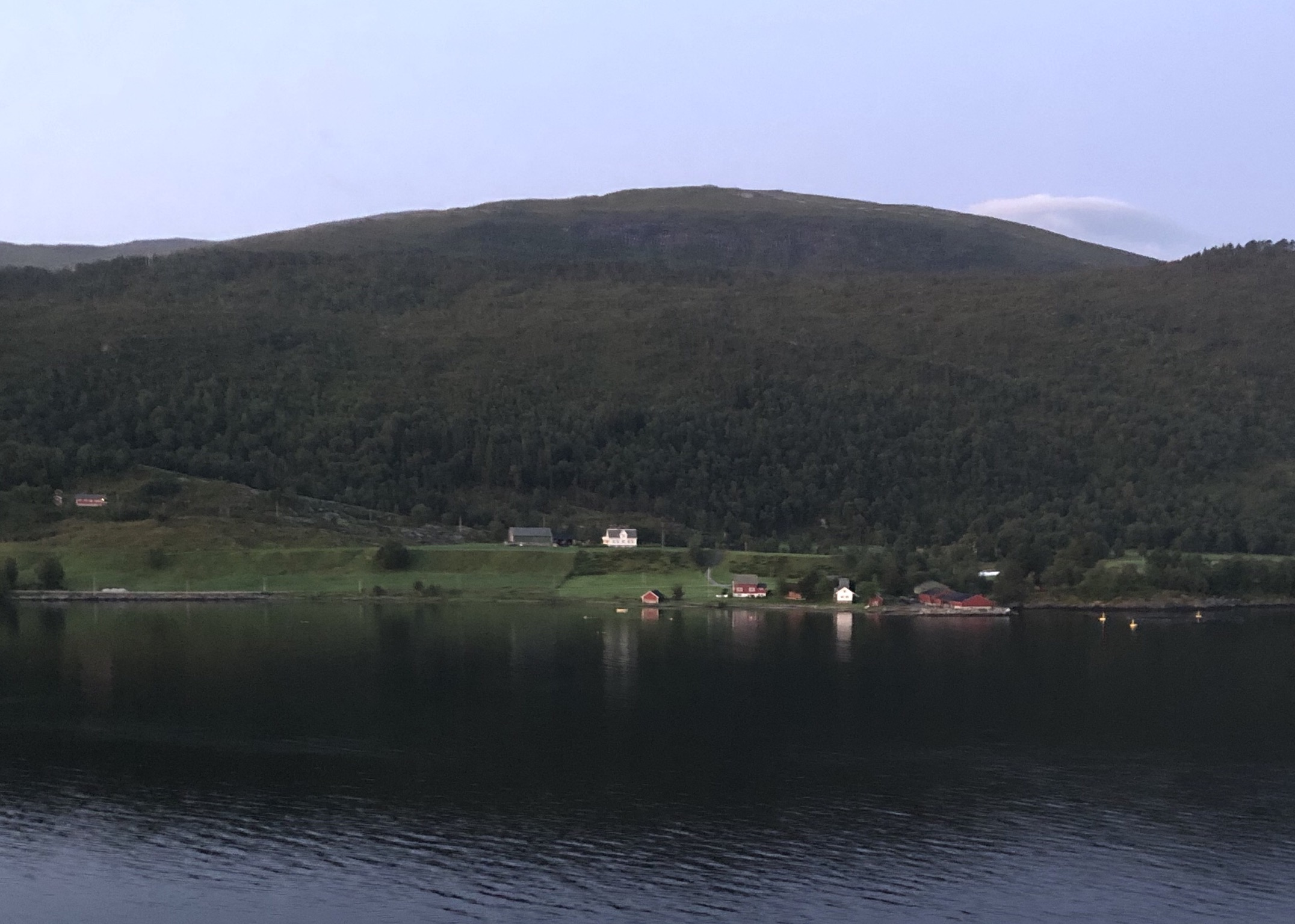
Blick von Norden auf Elde, 2019

Elde ist ein kleines Dorf in der norwegischen Kommune Bremanger in der Provinz Vestland. 
Es befindet sich am südlichen Ufer des Nordfjords. Von Osten her durchfließt der Bach Eldeelva die Ortslage, bevor er hier in den Nordfjord mündet. An der Eldeelva besteht eine Konzession für den Betrieb des Wasserkraftwerks Elde kraftverk. Durch den Ort führt der Fv616, der von Kalvåg über Bremanger im Westen bis zu Isane im Osten führt. 
In Elde gründete in der Zeit um 1940 Andreas M. Elde die Elde stolfabrikk. Mit einigen Beschäftigten wurden hier bis kurz nach dem Zweiten Weltkrieg Stühle aus Birkenholz, Tische und Anrichten hergestellt. Heute (Stand 2020) hat das in der Lachsaufzucht und -verarbeitung tätige Unternehmen K Strømmen Lakseoppdrett AS eine Niederlassung in Elde.
Im Ort sind zwei Bereiche als archäologische Fundstätten registriert.